# کشتارهای ریندفلایش
کشتارهای ریندفلایش به تعدادی کشتار علیه یهودیان آلمانی در سال ۱۲۹۸ گفته می‌شود. از این کشتارها، که بعدها با عنوان «پوگروم» شناخته شدند، به عنوان نخستین تعقیب و آزار یهودیان در آلمان پس از نخستین جنگ صلیبی یاد می‌شود.

## تاریخچه
این کشتارها در منطقه فرانکونی در
هنگام جنگ داخلی میان پادشاه منتخب رومن‌ها، کنت آدولف ناسائو و رقیب هابسبورگ او، دوک آلبرشت یکم از اتریش، رخ دادند. این هنگامی بود که اقتدار امپراتوری مقدس روم، که به‌طور سنتی از یهودیان پاسداری می‌کرد، به‌طور موقت ساقط شده بود. پیشتر در سال ۱۲۸۷، کشته شدن ورنر اوبروسل در راینلاند به گردن یهودیان انداخته شده بود و حدود ۵۰۰ تن به قصد خون‌خواهی کشته شده بودند. هنگامی که سرانجام پادشاه آدولف در نبرد گولهایم در ۲ ژوئیه ۱۲۹۸ از قدرت برکنار و کشته شد، اشراف فرانکونی برای انتخاب آلبرت در فرانکفورت گرد هم آمدند.
در همان هنگام یهودیان در شهر ههنلهه در روتینگن متهم شدند که به میزبانی با نام «لرد ریندفلایش» هتک حرمت کرده‌اند. منابع از این میزبان به عنوان یک شوالیه یا — به احتمال بیشتر — یک قصاب یاد کرده‌اند (Rindfleisch در زبان آلمانی مدرن به معنای «گوشت گاو» است). مردم محلی به دور این شخص گردآمدند و دست به زنده سوزاندن یهودیان روتینگن در شنبه ۲۰ آوریل زدند. ریندفلایش ادعا می‌کرد که دستوری از بهشت برای انتقام‌گیری از هتک حرمت یهودیان و پاکسازی آن‌ها دریافت کرده بود. رودولف اهل کلمار از ریندفلایش به عنوان carnifex در لاتین یاد می‌کند که به معنای قصاب یا اعدام‌چی است، اما مشخص نیست که این اشاره به دلیل شغل ریندفلایش بوده‌است یا کشتار یهودیان توسط هواداران وی.
پس از این رویداد، ریندفلایش و گروهش از شهری به شهر دیگر رفتند و تمام یهودیانی را که به دستشان می‌افتاد کشتند و جوامع یهودیان را در رتنبورگ اب در تاوبر، وورتسبورگ، بامبرگ، دینکلزبول، نوردلینگن و فرشهایم نابود کردند. در شهر امپراتوری آزاد نورنبرگ، یهودیان به دژ نورنبرگ پناه بردند و شهروندان مسیحی به آنها کمک کردند، اما ریندفلایش بر مدافعان پیروز شد و یهودیان را در ۱ اوت کشتار کرد. تنها جوامع رگنسبورگ و آوگسبورگ از کشتار رهایی یافتند، چرا که دادستان‌های این شهرها از ایشان محافظت کردند. آزارگران با گذر از فرانکونی و رفتن تا بایرن و اتریش، در کل ۱۴۶ اجتماع یهودی را نابود کردند و حدود ۲۰٬۰۰۰ یهودی کشته شدند.
گاهشمار ۹۵ فرمانروای اتریش حدود ۱۰۰ سال بعد ادعا کرد که در نهایت شاه آلبرت یکم ریندفلایش را دستگیر کرد و به دار آویخت. شهرهایی که یهودیان در آن کشته شده بودند، ملزم به پرداخت جریمه به پادشاه شدند.